# András Csiky
András Csiky, menționat uneori Andrei Csiky sau Csiky András, (n. 25 august 1930, Odorheiu Secuiesc, Harghita, România – d. 13 ianuarie 2024, Cluj-Napoca, România) a fost un actor maghiar din România, laureat al Premiului Jászai Mari.

## Carieră
S-a născut la 25 august 1930 în orașul Odorheiu Secuiesc (România). A urmat în perioada 1949-1953 cursurile cu predare în limba maghiară ale Institutului de Teatru „Szentgyörgyi István” din Cluj. A fost membru al secției maghiare a Teatrului de Stat din Baia Mare, fondată și condusă de actorul și regizorul György Harag. În 1956 Trupa Harag György s-a mutat la Satu Mare unde a fost înființat Teatrul Maghiar de Stat din Satu Mare (mai târziu Teatrul de Nord); András Csiky a fost director al teatrului între anii 1960 și 1969 (și, de asemenea, director al secției maghiare). Începând din 1977 este societar al Teatrului Maghiar de Stat din Cluj și apoi societar pe viață.
Este unul dintre cei mai marcanți actori ai teatrelor de limbă maghiară din Transilvania din secolul al XX-lea. Începând din 1990 a pregătit actorii de limbă maghiară din Cluj în calitate de profesor la Catedra de Teatru a Universității Babeș–Bolyai. A interpretat roluri memorabile în piese importante ale dramaturgiei universale. A jucat în importante filme românești și maghiare, precum Pădurea spânzuraților regizat de Liviu Ciulei, care a obținut în 1965 Premiul pentru cel mai bun regizor la Festivalul de Film de la Cannes. S-a retras treptat din activitate după intrarea în noul mileniu și definitiv din anul 2008.

## Roluri în piese de teatru
- Jean Anouilh: Becket — Becket
- Samuel Beckett: Sfârșitul jocului — Nagg
- Mihail Bulgakov: Cabala bigoților — Jean-Baptiste Poquelin (Molière), dramaturg și actor celebru
- Albert Camus: Caligula — Caligula
- Albert Camus: Neînțelegerea — Bătrânul slujitor
- Anton Cehov: Ivanov — Sabelski
- Anton Cehov: Livada de vișini — Leonid Andreevici Gaev
- Anton Cehov: Pescărușul — Trigorin / Dorn
- Gao Xingjian: Stația de autobuz — directorul Ma
- Federico García Lorca: Nunta însângerată — tatăl
- Frances Goodrich – Albert Hackett: Jurnalul Annei Frank — Peter
- Maxim Gorki: Azilul de noapte — Baronul
- Victor Hugo: Ruy Blas — Ruy Blas
- Henrik Ibsen: Nora — Helmer
- Henrik Ibsen: Rața sălbatică — Bătrânul Ekdal
- Eugen Ionescu: Jacques sau supunerea — tatăl lui Jacques
- Christopher Marlowe: Tragica istorie a doctorului Faust — Faust
- Molière: Tartuffe — Tartuffe
- Zsigmond Móricz: Chef boieresc — Zoltán Szakmáry
- Sławomir Mrożek: Tango — Stomil
- Luigi Pirandello: Henric al IV-lea — Henric
- William Shakespeare: Cum vă place — Jacques, senior
- William Shakespeare: Furtuna — Prospero, ducele de Milan
- William Shakespeare: Hamlet — Hamlet, prințul Danemarcei / Horatio, prietenul lui Hamlet
- William Shakespeare: Romeo și Julieta — Romeo / călugărul Lorenzo
- William Shakespeare: Troilus și Cresida — Pandarus, unchiul Cresidei
- George Bernard Shaw: Pigmalion — Higgins
- András Sütő: Cain și Abel — Cain
- János Székely: Locțiitorul lui Caligula — Barakiás
- Lev Tolstoi – Erwin Piscator: Război și pace — Bolkonski

## Filmografie
- Pădurea spînzuraților (1965) — lt. maghiar Varga prietenul lui Bologa
- Érik a fény (Ungaria, 1970)
- Staféta (Ungaria, 1971) — Barabás
- Orașul văzut de sus (1975) — inginerul hidrolog
- Tănase Scatiu (1976) — Matei Damian, nepotul boierului Dinu Murguleț
- A ménesgazda (Ungaria, 1978) — Ághy
- Vlad Țepeș (1979) — Johannes Reudel, parohul Bisericii Negre, trimisul orașului Brașov
- Castelul din Carpați (1981) — viceguvernatorul Transilvaniei
- Ștefan Luchian (1981) — pictorul Alexandru Paraschivescu (Alpar)
- Ábel a rengetegben (Ungaria–România, 1994)

## Premii și distincții
- Ordinul Meritul Cultural clasa a III-a (6 noiembrie 1967) „pentru merite deosebite în domeniul artei dramatice”[4]
- Premiul Erzsébet - Ungaria (1992)
- Premiul pentru întreaga activitate la Festivalul Teatrelor de limbă maghiară de peste hotare de la Kisvárda - Ungaria (1997)
- Premiul Szentgyörgyi István (1999)
- Premiul Jászai Mari - Ungaria (2001)
- Premiul pentru cel mai bun actor la Festivalul TOPFEST din Târgu Mureș (2004) pentru rolul din piesa Jacques sau supunerea de Eugen Ionescu
- Ordinul Meritul Cultural - România (2004)
- Premiul pentru întreaga activitate al Ministerului Patrimoniului Cultural, Kisvárda - Ungaria (2005)
- Premiul pentru întreaga activitate al UNITER (2007)
- Crucea de Cavaler al Ordinul de Merit al Republicii Ungare (2008)
- Premiul EMKE (2010)